# Mramoren, Vrața
Mramoren (în bulgară Мраморен) este un sat în comuna Vrața, regiunea Vrața,  Bulgaria. 

## Demografie
Componența etnică a satului Mramoren
     Bulgari (96,76%)
     Nicio identificare (2,76%)
     Altele (0,92%)
La recensământul din 2011, populația satului Mramoren era de 650 locuitori. Din punct de vedere etnic, majoritatea locuitorilor (96,76%) erau bulgari. Pentru 2,76% din locuitori nu este cunoscută apartenența etnică.